# Fernando António Soares de Noronha
Fernando António Soares de Noronha (Tavira, 30 de Julho de 1761 — Maranhão, 1814[carece de fontes?]), senhor da Quinta das Torres, foi um militar e administrador colonial português que, entre outras funções, foi governador e capitão general de Angola. Antes, havia desempenhando o lugar de governador do Maranhão de 1792 a 98, onde mais tarde acabou por falecer.
Era filho de Rodrigo de Noronha e Meneses, governador do Reino do Algarve e sua esposa Maria Antónia Soares de Noronha Mateus da Veiga Avelar e Taveira Corte-Real que havia alterado a sede do governo do Reino do Algarve de Lagos para Tavira após o terramoto de 1755 e a perda de um filho de nome Francisco.
O palácio dos Noronha e Meneses em Lisboa na actual Rua da Escola Politécnica foi mais tarde vendido e passou a albergar as primeiras instalações da Imprensa Nacional.